# 2023-as női kézilabda-világbajnokság
A 2023-as női kézilabda-világbajnokságot közösen rendezte Dánia, Norvégia és Svédország. Ez volt a 26. női kézilabda-vb, amelyre november 29. és december 17. között került sor. A világbajnokságon 32 csapat vett részt. A címvédő a norvég válogatott volt. A vb győztese részvételi jogot szerzett a 2024. évi nyári olimpiai játékokra és a 2025-ös világbajnokságra. A 2–7. helyezettek részt vehetnek az olimpiai selejtezőtornán. Amennyiben már olyan csapatok végeznek ezeken a helyeken, amelyek már részvételi jogot szereztek, akkor a soron következő csapatok kapnak kvótát.
A vb-t a francia válogatott nyerte, története során harmadik alkalommal.

## Pályázatok
A rendezésre két pályázat érkezett: Dánia / Norvégia / Svédország közös pályázata, valamint Magyarországé. A rendezőről az IHF 2017. január 28-án döntött Párizsban, a három észak-európai ország pályázata győzött.

## Helyszínek
Az alábbi hat városban rendezik a mérkőzéseket:
| Herning                           | Frederikshavn                    | Stavanger                     |
| --------------------------------- | -------------------------------- | ----------------------------- |
| Jyske Bank Boxen Férőhely: 15 000 | Arena Nord Férőhely: 2800        | DNB Arena Férőhely: 5000      |
|                                   |                                  |                               |
| Trondheim                         | Helsingborg                      | Göteborg                      |
| Trondheim Spektrum Férőhely: 8800 | Helsingborg Arena Férőhely: 5500 | Scandinavium Férőhely: 12 000 |
|                                   |                                  |                               |

## Selejtezők
| Esemény                                  | Dátum                                  | Kvóta | Nemzet |
| ---------------------------------------- | -------------------------------------- | ----- | --- |
| Rendező                                  | 2017. január 28.                       | 3     | Dánia · Norvégia · Svédország |
| 2022-es Európa-bajnokság                 | 2022. november 4–20.                   | 3     | Franciaország · Montenegró · Hollandia                                                                                           |
| 2023-as európai selejtező                | 2022. november 2. – 2023. április 12.  | 10    | Csehország · Horvátország · Lengyelország · Németország · Magyarország · Románia · Spanyolország · Szerbia · Szlovénia · Ukrajna |
| 2022-es Afrika-bajnokság                 | 2022. november 9–19.                   | 4     | Angola · Kamerun · Kongó · Szenegál                                                                                              |
| 2022-es Dél- és Közép-Amerikai bajnokság | 2022. november 15–19.                  | 2     | Argentína · Brazília |
| 2022-es Ázsia-bajnokság                  | 2022. november 24. – 2022. december 4. | 5[a]  | Dél-Korea · Irán · Japán · Kazahsztán · Kína                                                                                     |
| 2023-as Közép-Amerikai bajnokság         | 2023. február 28. – 2023. március 4.   | 2     | Chile · Paraguay |
| 2023-as Nor.Ca-bajnokság                 | 2023. június 4. – 2023. június 11.     | 1     | Grönland |
| Szabadkártya                             | 2023. július 3.                        | 2[a]  | Ausztria · Izland |

Jegyzetek
- ↑ a:  1. Ha az óceániai országok valamelyike (Ausztrália és Új-Zéland) az Ázsia-bajnokságon az első öt között végzett volna, akkor az Ázsia-bajnokságról hat csapat juthatott volna a világbajnokságra. Mivel nem így történt, a kvóta szabadkártyává vált.

## Résztvevők
| Nemzet        | Részvételi jog                                   | Kvalifikáció dátuma | Előző szereplések |
| ------------- | ------------------------------------------------ | ------------------- | ----------------- |
| Dánia         | Rendező                                          | 2017. január 28.    | 21                |
| Norvégia      | Rendező                                          | 2017. január 28.    | 21                |
| Svédország    | Rendező                                          | 2017. január 28.    | 10                |
| Franciaország | 2022-es Európa-bajnokság, elődöntős              | 2022. november 15.  | 15                |
| Montenegró    | 2022-es Európa-bajnokság, elődöntős              | 2022. november 15.  | 6                 |
| Angola        | 2022-es Afrika-bajnokság, elődöntős              | 2022. november 16.  | 16                |
| Kamerun       | 2022-es Afrika-bajnokság, elődöntős              | 2022. november 16.  | 6                 |
| Kongó         | 2022-es Afrika-bajnokság, elődöntős              | 2022. november 16.  | 3                 |
| Szenegál      | 2022-es Afrika-bajnokság, elődöntős              | 2022. november 16.  | 1                 |
| Hollandia     | 2022-es Európa-bajnokság, legjobb hat helyezett  | 2022. november 16.  | 13                |
| Argentína     | 2022-es Dél- és Közép-Amerikai bajnokság, döntős | 2022. november 18.  | 11                |
| Brazília      | 2022-es Dél- és Közép-Amerikai bajnokság, döntős | 2022. november 18.  | 14                |
| Irán          | 2022-es Ázsia-bajnokság, legjobb öt helyezett    | 2022. november 27.  | 1                 |
| Dél-Korea     | 2022-es Ázsia-bajnokság, legjobb öt helyezett    | 2022. november 28.  | 19                |
| Japán         | 2022-es Ázsia-bajnokság, legjobb öt helyezett    | 2022. november 30.  | 20                |
| Kína          | 2022-es Ázsia-bajnokság, legjobb öt helyezett    | 2022. november 30.  | 17                |
| Kazahsztán    | 2022-es Ázsia-bajnokság, legjobb öt helyezett    | 2022. december 3.   | 6                 |
| Chile         | 2023-as Közép-Amerikai bajnokság, döntős         | 2023. március 3.    | 1                 |
| Paraguay      | 2023-as Közép-Amerikai bajnokság, döntős         | 2023. március 3.    | 4                 |
| Ukrajna       | 2023-as európai selejtező                        | 2023. április 11.   | 7                 |
| Csehország    | 2023-as európai selejtező                        | 2023. április 11.   | 7                 |
| Németország   | 2023-as európai selejtező                        | 2023. április 12.   | 14                |
| Szlovénia     | 2023-as európai selejtező                        | 2023. április 12.   | 7                 |
| Horvátország  | 2023-as európai selejtező                        | 2023. április 12.   | 7                 |
| Szerbia       | 2023-as európai selejtező                        | 2023. április 12.   | 5                 |
| Magyarország  | 2023-as európai selejtező                        | 2023. április 12.   | 23                |
| Lengyelország | 2023-as európai selejtező                        | 2023. április 12.   | 17                |
| Spanyolország | 2023-as európai selejtező                        | 2023. április 12.   | 11                |
| Románia       | 2023-as európai selejtező                        | 2023. április 12.   | 25                |
| Grönland      | 2023-as Nor.Ca-bajnokság győztese                | 2023. június 11.    | 1                 |
| Ausztria      | Szabadkártya                                     | 2023. július 3.     | 13                |
| Izland        | Szabadkártya                                     | 2023. július 3.     | 1                 |

## Csoportkör
Az időpontok helyi és magyar idő szerint (UTC+1) értendők.

### A csoport
| Hely. | Csapat         | M | Gy | D | V | G+ | G– | Gk  | P | Továbbjutás |
| ----- | -------------- | - | -- | - | - | -- | -- | --- | - | ----------- |
| 1.    | Svédország (R) | 3 | 3  | 0 | 0 | 84 | 59 | +25 | 6 | Középdöntő  |
| 2.    | Horvátország   | 3 | 1  | 1 | 1 | 78 | 57 | +21 | 3 | Középdöntő  |
| 3.    | Szenegál       | 3 | 1  | 1 | 1 | 62 | 63 | −1  | 3 | Középdöntő  |
| 4.    | Kína           | 3 | 0  | 0 | 3 | 52 | 97 | −45 | 0 | Elnöki kupa |

| 2023. december 1. 18:00 | Horvátország | 22–22       | Szenegál     | Scandinavium, Göteborg Nézőszám: 4004 Játékvezetők: Hansen, Madsen (DEN) |
| 2023. december 1. 18:00 | Barišić 8    | (9–11)      | D. Camara 10 | Scandinavium, Göteborg Nézőszám: 4004 Játékvezetők: Hansen, Madsen (DEN) |
| 2023. december 1. 18:00 | 2× 1×        | Jegyzőkönyv | 1× 1×        | Scandinavium, Göteborg Nézőszám: 4004 Játékvezetők: Hansen, Madsen (DEN) |

| 2023. december 1. 20:30 | Svédország | 36–24       | Kína     | Scandinavium, Göteborg Nézőszám: 8407 Játékvezetők: Budzák, Záhradník (SVK) |
| 2023. december 1. 20:30 | Koppang 6  | (22–8)      | Yuting 6 | Scandinavium, Göteborg Nézőszám: 8407 Játékvezetők: Budzák, Záhradník (SVK) |
| 2023. december 1. 20:30 | 1×         | Jegyzőkönyv |          | Scandinavium, Göteborg Nézőszám: 8407 Játékvezetők: Budzák, Záhradník (SVK) |

| 2023. december 3. 15:30 | Horvátország | 39–13       | Kína | Scandinavium, Göteborg Nézőszám: 3061 Játékvezetők: B. Correa, R. Correa (BRA) |
| 2023. december 3. 15:30 | öt játékos 5 | (19–7)      | Li 6 | Scandinavium, Göteborg Nézőszám: 3061 Játékvezetők: B. Correa, R. Correa (BRA) |
| 2023. december 3. 15:30 | 2× 1×        | Jegyzőkönyv | 2×   | Scandinavium, Göteborg Nézőszám: 3061 Játékvezetők: B. Correa, R. Correa (BRA) |

| 2023. december 3. 18:00 | Szenegál | 18–26       | Svédország | Scandinavium, Göteborg Nézőszám: 7098 Játékvezetők: Lovin, Stancu (ROU) |
| 2023. december 3. 18:00 | Sagna 8  | (12–14)     | Roberts 6  | Scandinavium, Göteborg Nézőszám: 7098 Játékvezetők: Lovin, Stancu (ROU) |
| 2023. december 3. 18:00 | 2× 1×    | Jegyzőkönyv | 2× 2×      | Scandinavium, Göteborg Nézőszám: 7098 Játékvezetők: Lovin, Stancu (ROU) |

| 2023. december 5. 18:00 | Kína  | 15–22       | Szenegál | Scandinavium, Göteborg Nézőszám: 3714 Játékvezetők: Dynchinov, Goretsov (BUL) |
| 2023. december 5. 18:00 | Jin 4 | (9–9)       | Sagna 8  | Scandinavium, Göteborg Nézőszám: 3714 Játékvezetők: Dynchinov, Goretsov (BUL) |
| 2023. december 5. 18:00 | 2× 1× | Jegyzőkönyv |          | Scandinavium, Göteborg Nézőszám: 3714 Játékvezetők: Dynchinov, Goretsov (BUL) |

| 2023. december 5. 20:30 | Svédország | 22–17       | Horvátország | Scandinavium, Göteborg Nézőszám: 8538 Játékvezetők: Kuttler, Merz (GER) |
| 2023. december 5. 20:30 | Carlson 6  | (9–7)       | Šimara 5     | Scandinavium, Göteborg Nézőszám: 8538 Játékvezetők: Kuttler, Merz (GER) |
| 2023. december 5. 20:30 | 3× 1×      | Jegyzőkönyv | 4×           | Scandinavium, Göteborg Nézőszám: 8538 Játékvezetők: Kuttler, Merz (GER) |

### B csoport
| Hely. | Csapat       | M | Gy | D | V | G+ | G–  | Gk  | P | Továbbjutás |
| ----- | ------------ | - | -- | - | - | -- | --- | --- | - | ----------- |
| 1.    | Montenegró   | 3 | 3  | 0 | 0 | 90 | 55  | +35 | 6 | Középdöntő  |
| 2.    | Magyarország | 3 | 2  | 0 | 1 | 92 | 56  | +36 | 4 | Középdöntő  |
| 3.    | Kamerun      | 3 | 1  | 0 | 2 | 57 | 87  | −30 | 2 | Középdöntő  |
| 4.    | Paraguay     | 3 | 0  | 0 | 3 | 61 | 102 | −41 | 0 | Elnöki kupa |

| 2023. november 30. 18:00 | Montenegró  | 25–11       | Kamerun | Helsingborg Arena, Helsingborg Nézőszám: 731 Játékvezetők: Merz, Kuttler (GER) |
| 2023. november 30. 18:00 | Pavićević 5 | (13–2)      | Ateba 5 | Helsingborg Arena, Helsingborg Nézőszám: 731 Játékvezetők: Merz, Kuttler (GER) |
| 2023. november 30. 18:00 | 3×          | Jegyzőkönyv | 2× 1×   | Helsingborg Arena, Helsingborg Nézőszám: 731 Játékvezetők: Merz, Kuttler (GER) |

| 2023. november 30. 20:30 | Magyarország                | 35–12       | Paraguay          | Helsingborg Arena, Helsingborg Nézőszám: 398 Játékvezetők: Correa, Correa (BRA) |
| 2023. november 30. 20:30 | Szöllősi-Schatzl, Klujber 5 | (15–6)      | Acuña, Portillo 4 | Helsingborg Arena, Helsingborg Nézőszám: 398 Játékvezetők: Correa, Correa (BRA) |
| 2023. november 30. 20:30 | 1×                          | Jegyzőkönyv | 1× 2×             | Helsingborg Arena, Helsingborg Nézőszám: 398 Játékvezetők: Correa, Correa (BRA) |

| 2023. december 2. 18:00 | Paraguay | 26–41       | Montenegró  | Helsingborg Arena, Helsingborg Nézőszám: 964 Játékvezetők: Dynchinov, Goretsov (BUL) |
| 2023. december 2. 18:00 | Acuña 5  | (15–17)     | Pavićević 9 | Helsingborg Arena, Helsingborg Nézőszám: 964 Játékvezetők: Dynchinov, Goretsov (BUL) |
| 2023. december 2. 18:00 | 1×       | Jegyzőkönyv | 1× 1×       | Helsingborg Arena, Helsingborg Nézőszám: 964 Játékvezetők: Dynchinov, Goretsov (BUL) |

| 2023. december 2. 20:30 | Magyarország | 39–20       | Kamerun | Helsingborg Arena, Helsingborg Nézőszám: 589 Játékvezetők: Budzák, Záhradník (SVK) |
| 2023. december 2. 20:30 | Klujber 7    | (18–8)      | Nnomo 6 | Helsingborg Arena, Helsingborg Nézőszám: 589 Játékvezetők: Budzák, Záhradník (SVK) |
| 2023. december 2. 20:30 | 2×           | Jegyzőkönyv | 3×      | Helsingborg Arena, Helsingborg Nézőszám: 589 Játékvezetők: Budzák, Záhradník (SVK) |

| 2023. december 4. 18:00 | Kamerun  | 26–23       | Paraguay  | Helsingborg Arena, Helsingborg Nézőszám: 689 Játékvezetők: Lovin, Stancu (ROU) |
| 2023. december 4. 18:00 | Ebanga 9 | (12–12)     | Insfrán 7 | Helsingborg Arena, Helsingborg Nézőszám: 689 Játékvezetők: Lovin, Stancu (ROU) |
| 2023. december 4. 18:00 | 7×       | Jegyzőkönyv | 2×        | Helsingborg Arena, Helsingborg Nézőszám: 689 Játékvezetők: Lovin, Stancu (ROU) |

| 2023. december 4. 20:30 | Montenegró | 24–18       | Magyarország    | Helsingborg Arena, Helsingborg Nézőszám: 1056 Játékvezetők: Hansen, Madsen (DEN) |
| 2023. december 4. 20:30 | Mugoša 8   | (7–10)      | három játékos 3 | Helsingborg Arena, Helsingborg Nézőszám: 1056 Játékvezetők: Hansen, Madsen (DEN) |
| 2023. december 4. 20:30 | 4× 1×      | Jegyzőkönyv | 4× 1×           | Helsingborg Arena, Helsingborg Nézőszám: 1056 Játékvezetők: Hansen, Madsen (DEN) |

### C csoport
| Hely. | Csapat       | M | Gy | D | V | G+  | G–  | Gk  | P | Továbbjutás |
| ----- | ------------ | - | -- | - | - | --- | --- | --- | - | ----------- |
| 1.    | Norvégia (R) | 3 | 3  | 0 | 0 | 121 | 62  | +59 | 6 | Középdöntő  |
| 2.    | Ausztria     | 3 | 2  | 0 | 1 | 101 | 97  | +4  | 4 | Középdöntő  |
| 3.    | Dél-Korea    | 3 | 1  | 0 | 2 | 79  | 79  | 0   | 2 | Középdöntő  |
| 4.    | Grönland     | 3 | 0  | 0 | 3 | 50  | 113 | −63 | 0 | Elnöki kupa |

| 2023. november 29. 18:00 | Dél-Korea | 29–30       | Ausztria | Stavanger Idrettshall, Stavanger Nézőszám: 2104 Játékvezetők: Jovandić, Sekulić (SRB) |
| 2023. november 29. 18:00 | Woo 11    | (12–16)     | Pandza 8 | Stavanger Idrettshall, Stavanger Nézőszám: 2104 Játékvezetők: Jovandić, Sekulić (SRB) |
| 2023. november 29. 18:00 | 5× 1×     | Jegyzőkönyv | 3×       | Stavanger Idrettshall, Stavanger Nézőszám: 2104 Játékvezetők: Jovandić, Sekulić (SRB) |

| 2023. november 29. 20:30 | Norvégia | 43–11       | Grönland | Stavanger Idrettshall, Stavanger Nézőszám: 3345 Játékvezetők: García, Paolantoni (ARG) |
| 2023. november 29. 20:30 | Herrem 7 | (19–7)      | Bjerge 4 | Stavanger Idrettshall, Stavanger Nézőszám: 3345 Játékvezetők: García, Paolantoni (ARG) |
| 2023. november 29. 20:30 | 1× 1×    | Jegyzőkönyv | 2×       | Stavanger Idrettshall, Stavanger Nézőszám: 3345 Játékvezetők: García, Paolantoni (ARG) |

| 2023. december 1. 18:00 | Dél-Korea  | 27–16       | Grönland   | Stavanger Idrettshall, Stavanger Nézőszám: 2141 Játékvezetők: H. El-Saied, Y. El-Saied (EGY) |
| 2023. december 1. 18:00 | Gim, Woo 4 | (15–6)      | Rothberg 4 | Stavanger Idrettshall, Stavanger Nézőszám: 2141 Játékvezetők: H. El-Saied, Y. El-Saied (EGY) |
| 2023. december 1. 18:00 | 2× 1×      | Jegyzőkönyv | 3×         | Stavanger Idrettshall, Stavanger Nézőszám: 2141 Játékvezetők: H. El-Saied, Y. El-Saied (EGY) |

| 2023. december 1. 20:30 | Ausztria  | 28–45       | Norvégia   | Stavanger Idrettshall, Stavanger Nézőszám: 3451 Játékvezetők: Álvarez, Bustamante (ESP) |
| 2023. december 1. 20:30 | Ivancok 6 | (12–21)     | Reistad 10 | Stavanger Idrettshall, Stavanger Nézőszám: 3451 Játékvezetők: Álvarez, Bustamante (ESP) |
| 2023. december 1. 20:30 | 1×        | Jegyzőkönyv | 5× 1×      | Stavanger Idrettshall, Stavanger Nézőszám: 3451 Játékvezetők: Álvarez, Bustamante (ESP) |

| 2023. december 3. 18:00 | Grönland         | 23–43       | Ausztria | Stavanger Idrettshall, Stavanger Nézőszám: 1850 Játékvezetők: A. Konjičanin, D. Konjičanin (BIH) |
| 2023. december 3. 18:00 | Bjerge, Hansen 5 | (13–20)     | Pandza 8 | Stavanger Idrettshall, Stavanger Nézőszám: 1850 Játékvezetők: A. Konjičanin, D. Konjičanin (BIH) |
| 2023. december 3. 18:00 | 3×               | Jegyzőkönyv | 3×       | Stavanger Idrettshall, Stavanger Nézőszám: 1850 Játékvezetők: A. Konjičanin, D. Konjičanin (BIH) |

| 2023. december 3. 20:30 | Norvégia | 33–23       | Dél-Korea | Stavanger Idrettshall, Stavanger Nézőszám: 3456 Játékvezetők: Sosa, Lemes (URU) |
| 2023. december 3. 20:30 | Herrem 7 | (20–11)     | Shin 6    | Stavanger Idrettshall, Stavanger Nézőszám: 3456 Játékvezetők: Sosa, Lemes (URU) |
| 2023. december 3. 20:30 | 2×       | Jegyzőkönyv | 2× 1×     | Stavanger Idrettshall, Stavanger Nézőszám: 3456 Játékvezetők: Sosa, Lemes (URU) |

### D csoport
| Hely. | Csapat        | M | Gy | D | V | G+ | G– | Gk  | P | Továbbjutás |
| ----- | ------------- | - | -- | - | - | -- | -- | --- | - | ----------- |
| 1.    | Franciaország | 3 | 3  | 0 | 0 | 92 | 78 | +14 | 6 | Középdöntő  |
| 2.    | Szlovénia     | 3 | 2  | 0 | 1 | 87 | 79 | +8  | 4 | Középdöntő  |
| 3.    | Angola        | 3 | 1  | 0 | 2 | 79 | 86 | −7  | 2 | Középdöntő  |
| 4.    | Izland        | 3 | 0  | 0 | 3 | 72 | 87 | −15 | 0 | Elnöki kupa |

| 2023. november 30. 18:00 | Szlovénia | 30–24       | Izland          | Stavanger Idrettshall, Stavanger Nézőszám: 750 Játékvezetők: Sosa, Lemes (URU) |
| 2023. november 30. 18:00 | Ljepoja 8 | (16–13)     | három játékos 5 | Stavanger Idrettshall, Stavanger Nézőszám: 750 Játékvezetők: Sosa, Lemes (URU) |
| 2023. november 30. 18:00 | 4×        | Jegyzőkönyv | 4× 1×           | Stavanger Idrettshall, Stavanger Nézőszám: 750 Játékvezetők: Sosa, Lemes (URU) |

| 2023. november 30. 20:30 | Franciaország         | 30–29       | Angola   | Stavanger Idrettshall, Stavanger Nézőszám: 1830 Játékvezetők: Konjičanin, Konjičanin (BIH) |
| 2023. november 30. 20:30 | Toublanc, Valentini 6 | (18–15)     | Guialo 6 | Stavanger Idrettshall, Stavanger Nézőszám: 1830 Játékvezetők: Konjičanin, Konjičanin (BIH) |
| 2023. november 30. 20:30 | 3×                    | Jegyzőkönyv | 5×       | Stavanger Idrettshall, Stavanger Nézőszám: 1830 Játékvezetők: Konjičanin, Konjičanin (BIH) |

| 2023. december 2. 15:30 | Szlovénia | 30–24       | Angola   | Stavanger Idrettshall, Stavanger Nézőszám: 816 Játékvezetők: García, Paolantoni (ARG) |
| 2023. december 2. 15:30 | Varagić 5 | (14–11)     | Guialo 6 | Stavanger Idrettshall, Stavanger Nézőszám: 816 Játékvezetők: García, Paolantoni (ARG) |
| 2023. december 2. 15:30 | 4× 2×     | Jegyzőkönyv | 5× 1×    | Stavanger Idrettshall, Stavanger Nézőszám: 816 Játékvezetők: García, Paolantoni (ARG) |

| 2023. december 2. 18:00 | Izland          | 22–31       | Franciaország    | Stavanger Idrettshall, Stavanger Nézőszám: 2414 Játékvezetők: Jovandić, Sekulić (SRB) |
| 2023. december 2. 18:00 | Erlingsdóttir 7 | (10–20)     | Bouktit, Kanor 5 | Stavanger Idrettshall, Stavanger Nézőszám: 2414 Játékvezetők: Jovandić, Sekulić (SRB) |
| 2023. december 2. 18:00 | 2× 1×           | Jegyzőkönyv | 3×               | Stavanger Idrettshall, Stavanger Nézőszám: 2414 Játékvezetők: Jovandić, Sekulić (SRB) |

| 2023. december 4. 18:00 | Angola    | 26–26       | Izland          | Stavanger Idrettshall, Stavanger Nézőszám: 854 Játékvezetők: H. El-Saied, Y. El-Saied (EGY) |
| 2023. december 4. 18:00 | Gabriel 6 | (15–14)     | Erlingsdóttir 6 | Stavanger Idrettshall, Stavanger Nézőszám: 854 Játékvezetők: H. El-Saied, Y. El-Saied (EGY) |
| 2023. december 4. 18:00 | 3×        | Jegyzőkönyv | 2× 1×           | Stavanger Idrettshall, Stavanger Nézőszám: 854 Játékvezetők: H. El-Saied, Y. El-Saied (EGY) |

| 2023. december 4. 21:00 | Franciaország | 31–27       | Szlovénia | Stavanger Idrettshall, Stavanger Nézőszám: 883 Játékvezetők: Alvarez, Bustamante (ESP) |
| 2023. december 4. 21:00 | Grandveau 6   | (17–15)     | Stanko 7  | Stavanger Idrettshall, Stavanger Nézőszám: 883 Játékvezetők: Alvarez, Bustamante (ESP) |
| 2023. december 4. 21:00 | 1× 1×         | Jegyzőkönyv | 5× 1×     | Stavanger Idrettshall, Stavanger Nézőszám: 883 Játékvezetők: Alvarez, Bustamante (ESP) |

### E csoport
| Hely. | Csapat    | M | Gy | D | V | G+  | G–  | Gk  | P | Továbbjutás |
| ----- | --------- | - | -- | - | - | --- | --- | --- | - | ----------- |
| 1.    | Dánia (R) | 3 | 3  | 0 | 0 | 110 | 55  | +55 | 6 | Középdöntő  |
| 2.    | Románia   | 3 | 2  | 0 | 1 | 104 | 86  | +18 | 4 | Középdöntő  |
| 3.    | Szerbia   | 3 | 1  | 0 | 2 | 79  | 78  | +1  | 2 | Középdöntő  |
| 4.    | Chile     | 3 | 0  | 0 | 3 | 46  | 120 | −74 | 0 | Elnöki kupa |

| 2023. december 1. 18:00 | Románia    | 44–19       | Chile         | Jyske Bank Boxen, Herning Nézőszám: 9582 Játékvezetők: Cheng, Zhou (CHN) |
| 2023. december 1. 18:00 | Buceschi 6 | (25–6)      | Parra, Paul 4 | Jyske Bank Boxen, Herning Nézőszám: 9582 Játékvezetők: Cheng, Zhou (CHN) |
| 2023. december 1. 18:00 | 3×         | Jegyzőkönyv | 1×            | Jyske Bank Boxen, Herning Nézőszám: 9582 Játékvezetők: Cheng, Zhou (CHN) |

| 2023. december 1. 20:30 | Dánia              | 25–21       | Szerbia         | Jyske Bank Boxen, Herning Nézőszám: 12 389 Játékvezetők: A. Covalciuc, I. Covalciuc (MDA) |
| 2023. december 1. 20:30 | Friis, Jørgensen 5 | (10–12)     | három játékos 5 | Jyske Bank Boxen, Herning Nézőszám: 12 389 Játékvezetők: A. Covalciuc, I. Covalciuc (MDA) |
| 2023. december 1. 20:30 | 1×                 | Jegyzőkönyv | 7× 1×           | Jyske Bank Boxen, Herning Nézőszám: 12 389 Játékvezetők: A. Covalciuc, I. Covalciuc (MDA) |

| 2023. december 3. 18:00 | Románia    | 37–28       | Szerbia               | Jyske Bank Boxen, Herning Nézőszám: 5907 Játékvezetők: Koo, Lee (KOR) |
| 2023. december 3. 18:00 | Buceschi 8 | (19–13)     | Jovović, Laništanin 5 | Jyske Bank Boxen, Herning Nézőszám: 5907 Játékvezetők: Koo, Lee (KOR) |
| 2023. december 3. 18:00 | 2×         | Jegyzőkönyv | 2× 3×                 | Jyske Bank Boxen, Herning Nézőszám: 5907 Játékvezetők: Koo, Lee (KOR) |

| 2023. december 3. 20:30 | Chile          | 11–46       | Dánia       | Jyske Bank Boxen, Herning Nézőszám: 7622 Játékvezetők: Vujačić, Kažanegra (MNE) |
| 2023. december 3. 20:30 | Paul, Lovera 3 | (5–20)      | Scaglione 7 | Jyske Bank Boxen, Herning Nézőszám: 7622 Játékvezetők: Vujačić, Kažanegra (MNE) |
| 2023. december 3. 20:30 | 1×             | Jegyzőkönyv | 4×          | Jyske Bank Boxen, Herning Nézőszám: 7622 Játékvezetők: Vujačić, Kažanegra (MNE) |

| 2023. december 5. 18:00 | Szerbia    | 30–16       | Chile     | Jyske Bank Boxen, Herning Nézőszám: 7438 Játékvezetők: Al-Enezi, Al-Naseem (KUW) |
| 2023. december 5. 18:00 | Stamenić 7 | (10–6)      | Álvarez 4 | Jyske Bank Boxen, Herning Nézőszám: 7438 Játékvezetők: Al-Enezi, Al-Naseem (KUW) |
| 2023. december 5. 18:00 | 3× 1×      | Jegyzőkönyv | 2×        | Jyske Bank Boxen, Herning Nézőszám: 7438 Játékvezetők: Al-Enezi, Al-Naseem (KUW) |

| 2023. december 5. 20:30 | Dánia        | 39–23       | Románia      | Jyske Bank Boxen, Herning Nézőszám: 10 788 Játékvezetők: Lah, Sok (SLO) |
| 2023. december 5. 20:30 | Jørgensen 10 | (21–10)     | Lixăndroiu 5 | Jyske Bank Boxen, Herning Nézőszám: 10 788 Játékvezetők: Lah, Sok (SLO) |
| 2023. december 5. 20:30 | 3× 1×        | Jegyzőkönyv | 3× 1×        | Jyske Bank Boxen, Herning Nézőszám: 10 788 Játékvezetők: Lah, Sok (SLO) |

### F csoport
| Hely. | Csapat        | M | Gy | D | V | G+  | G–  | Gk  | P | Továbbjutás |
| ----- | ------------- | - | -- | - | - | --- | --- | --- | - | ----------- |
| 1.    | Németország   | 3 | 3  | 0 | 0 | 109 | 69  | +40 | 6 | Középdöntő  |
| 2.    | Lengyelország | 3 | 2  | 0 | 1 | 84  | 78  | +6  | 4 | Középdöntő  |
| 3.    | Japán         | 3 | 1  | 0 | 2 | 102 | 73  | +29 | 2 | Középdöntő  |
| 4.    | Irán          | 3 | 0  | 0 | 3 | 47  | 122 | −75 | 0 | Elnöki kupa |

| 2023. november 30. 18:00 | Németország | 31–30       | Japán     | Jyske Bank Boxen, Herning Nézőszám: 1237 Játékvezetők: Carmaux, Mursch (FRA) |
| 2023. november 30. 18:00 | Grijseels 7 | (18–17)     | Aizawa 10 | Jyske Bank Boxen, Herning Nézőszám: 1237 Játékvezetők: Carmaux, Mursch (FRA) |
| 2023. november 30. 18:00 | 4× 2×       | Jegyzőkönyv | 2×        | Jyske Bank Boxen, Herning Nézőszám: 1237 Játékvezetők: Carmaux, Mursch (FRA) |

| 2023. november 30. 20:30 | Lengyelország   | 35–15       | Irán     | Jyske Bank Boxen, Herning Nézőszám: 1405 Játékvezetők: Altmár, Horváth (HUN) |
| 2023. november 30. 20:30 | Balsam, Nocuń 6 | (18–8)      | Merikh 6 | Jyske Bank Boxen, Herning Nézőszám: 1405 Játékvezetők: Altmár, Horváth (HUN) |
| 2023. november 30. 20:30 | 3× 1×           | Jegyzőkönyv | 2× 1×    | Jyske Bank Boxen, Herning Nézőszám: 1405 Játékvezetők: Altmár, Horváth (HUN) |

| 2023. december 2. 18:00 | Irán     | 22–45       | Németország     | Jyske Bank Boxen, Herning Nézőszám: 1332 Játékvezetők: Mitrović, Vešović (MNE) |
| 2023. december 2. 18:00 | Merikh 6 | (12–25)     | Stockschläder 8 | Jyske Bank Boxen, Herning Nézőszám: 1332 Játékvezetők: Mitrović, Vešović (MNE) |
| 2023. december 2. 18:00 | 4×       | Jegyzőkönyv | 4× 1×           | Jyske Bank Boxen, Herning Nézőszám: 1332 Játékvezetők: Mitrović, Vešović (MNE) |

| 2023. december 2. 20:30 | Lengyelország | 32–30       | Japán    | Jyske Bank Boxen, Herning Nézőszám: 1490 Játékvezetők: Lah, Sok (SLO) |
| 2023. december 2. 20:30 | Kobylińska 11 | (15–15)     | Sasaki 6 | Jyske Bank Boxen, Herning Nézőszám: 1490 Játékvezetők: Lah, Sok (SLO) |
| 2023. december 2. 20:30 | 5×            | Jegyzőkönyv | 2× 1×    | Jyske Bank Boxen, Herning Nézőszám: 1490 Játékvezetők: Lah, Sok (SLO) |

| 2023. december 4. 18:00 | Japán           | 42–10       | Irán               | Jyske Bank Boxen, Herning Nézőszám: 636 Játékvezetők: Bolic, Hurich (AUT) |
| 2023. december 4. 18:00 | három játékos 5 | (20–3)      | Koudzarifarahani 3 | Jyske Bank Boxen, Herning Nézőszám: 636 Játékvezetők: Bolic, Hurich (AUT) |
| 2023. december 4. 18:00 | 4×              | Jegyzőkönyv | 3×                 | Jyske Bank Boxen, Herning Nézőszám: 636 Játékvezetők: Bolic, Hurich (AUT) |

| 2023. december 4. 20:30 | Németország | 33–17       | Lengyelország | Jyske Bank Boxen, Herning Nézőszám: 1021 Játékvezetők: A. Covalciuc, I. Covalciuc (MDA) |
| 2023. december 4. 20:30 | Grijseels 7 | (19–10)     | Kobylińska 3  | Jyske Bank Boxen, Herning Nézőszám: 1021 Játékvezetők: A. Covalciuc, I. Covalciuc (MDA) |
| 2023. december 4. 20:30 | 5×          | Jegyzőkönyv | 4×            | Jyske Bank Boxen, Herning Nézőszám: 1021 Játékvezetők: A. Covalciuc, I. Covalciuc (MDA) |

### G csoport
| Hely. | Csapat        | M | Gy | D | V | G+  | G–  | Gk  | P | Továbbjutás |
| ----- | ------------- | - | -- | - | - | --- | --- | --- | - | ----------- |
| 1.    | Spanyolország | 3 | 3  | 0 | 0 | 93  | 62  | +31 | 6 | Középdöntő  |
| 2.    | Brazília      | 3 | 2  | 0 | 1 | 106 | 62  | +44 | 4 | Középdöntő  |
| 3.    | Ukrajna       | 3 | 1  | 0 | 2 | 77  | 91  | −14 | 2 | Középdöntő  |
| 4.    | Kazahsztán    | 3 | 0  | 0 | 3 | 56  | 117 | −61 | 0 | Elnöki kupa |

| 2023. november 29. 18:00 | Brazília          | 35–20       | Ukrajna            | Arena Nord, Frederikshavn Nézőszám: 500 Játékvezetők: Lee, Koo (KOR) |
| 2023. november 29. 18:00 | Costa, De Paula 7 | (17–10)     | Poliak, Smbatian 4 | Arena Nord, Frederikshavn Nézőszám: 500 Játékvezetők: Lee, Koo (KOR) |
| 2023. november 29. 18:00 | 3×                | Jegyzőkönyv | 3×                 | Arena Nord, Frederikshavn Nézőszám: 500 Játékvezetők: Lee, Koo (KOR) |

| 2023. november 29. 20:30 | Spanyolország   | 34–17       | Kazahsztán | Arena Nord, Frederikshavn Nézőszám: 200 Játékvezetők: Al-Enezi, Al-Naseem (KUW) |
| 2023. november 29. 20:30 | három játékos 5 | (14–8)      | Radayeva 5 | Arena Nord, Frederikshavn Nézőszám: 200 Játékvezetők: Al-Enezi, Al-Naseem (KUW) |
| 2023. november 29. 20:30 | 2×              | Jegyzőkönyv | 2×         | Arena Nord, Frederikshavn Nézőszám: 200 Játékvezetők: Al-Enezi, Al-Naseem (KUW) |

| 2023. december 1. 18:00 | Kazahsztán | 15–46       | Brazília            | Arena Nord, Frederikshavn Nézőszám: 473 Játékvezetők: Bolic, Hurich (AUT) |
| 2023. december 1. 18:00 | Radayeva 4 | (5–25)      | Cardoso de Castro 8 | Arena Nord, Frederikshavn Nézőszám: 473 Játékvezetők: Bolic, Hurich (AUT) |
| 2023. december 1. 18:00 | 1×         | Jegyzőkönyv | 1×                  | Arena Nord, Frederikshavn Nézőszám: 473 Játékvezetők: Bolic, Hurich (AUT) |

| 2023. december 1. 20:30 | Spanyolország | 32–20       | Ukrajna    | Arena Nord, Frederikshavn Nézőszám: 153 Játékvezetők: Belkhiri, Hamidi (ALG) |
| 2023. december 1. 20:30 | González 5    | (16–12)     | Smbatian 7 | Arena Nord, Frederikshavn Nézőszám: 153 Játékvezetők: Belkhiri, Hamidi (ALG) |
| 2023. december 1. 20:30 | 3× 2×         | Jegyzőkönyv | 3×         | Arena Nord, Frederikshavn Nézőszám: 153 Játékvezetők: Belkhiri, Hamidi (ALG) |

| 2023. december 3. 15:30 | Ukrajna              | 37–24       | Kazahsztán | Arena Nord, Frederikshavn Nézőszám: 1067 Játékvezetők: Cheng, Zhou (CHN) |
| 2023. december 3. 15:30 | Andrijcsuk, Shukal 8 | (19–12)     | Khardina 6 | Arena Nord, Frederikshavn Nézőszám: 1067 Játékvezetők: Cheng, Zhou (CHN) |
| 2023. december 3. 15:30 | 3×                   | Jegyzőkönyv | 5×         | Arena Nord, Frederikshavn Nézőszám: 1067 Játékvezetők: Cheng, Zhou (CHN) |

| 2023. december 3. 18:00 | Brazília | 25–27       | Spanyolország | Arena Nord, Frederikshavn Nézőszám: 811 Játékvezetők: Carmaux, Mursch (FRA) |
| 2023. december 3. 18:00 | Belo 8   | (12–16)     | Arcos 5       | Arena Nord, Frederikshavn Nézőszám: 811 Játékvezetők: Carmaux, Mursch (FRA) |
| 2023. december 3. 18:00 | 6×       | Jegyzőkönyv | 5× 1×         | Arena Nord, Frederikshavn Nézőszám: 811 Játékvezetők: Carmaux, Mursch (FRA) |

### H csoport
| Hely. | Csapat     | M | Gy | D | V | G+  | G–  | Gk  | P | Továbbjutás |
| ----- | ---------- | - | -- | - | - | --- | --- | --- | - | ----------- |
| 1.    | Hollandia  | 3 | 3  | 0 | 0 | 114 | 66  | +48 | 6 | Középdöntő  |
| 2.    | Csehország | 3 | 2  | 0 | 1 | 83  | 77  | +6  | 4 | Középdöntő  |
| 3.    | Argentína  | 3 | 1  | 0 | 2 | 79  | 98  | −19 | 2 | Középdöntő  |
| 4.    | Kongó      | 3 | 0  | 0 | 3 | 68  | 103 | −35 | 0 | Elnöki kupa |

| 2023. november 30. 18:00 | Hollandia | 41–26       | Argentína | Arena Nord, Frederikshavn Nézőszám: 300 Játékvezetők: Vujačić, Kažanegra (MNE) |
| 2023. november 30. 18:00 | Polman 7  | (20–14)     | Pizzo 5   | Arena Nord, Frederikshavn Nézőszám: 300 Játékvezetők: Vujačić, Kažanegra (MNE) |
| 2023. november 30. 18:00 | 5×        | Jegyzőkönyv | 1×        | Arena Nord, Frederikshavn Nézőszám: 300 Játékvezetők: Vujačić, Kažanegra (MNE) |

| 2023. november 30. 20:30 | Csehország   | 32–22       | Kongó      | Arena Nord, Frederikshavn Nézőszám: 200 Játékvezetők: Bolic, Hurich (AUT) |
| 2023. november 30. 20:30 | Cholevová 11 | (19–11)     | Ngombele 9 | Arena Nord, Frederikshavn Nézőszám: 200 Játékvezetők: Bolic, Hurich (AUT) |
| 2023. november 30. 20:30 | 4×           | Jegyzőkönyv | 5× 1×      | Arena Nord, Frederikshavn Nézőszám: 200 Játékvezetők: Bolic, Hurich (AUT) |

| 2023. december 2. 15:30 | Csehország | 31–22       | Argentína        | Arena Nord, Frederikshavn Nézőszám: 711 Játékvezetők: Altmár, Horváth (HUN) |
| 2023. december 2. 15:30 | Malá 8     | (16–10)     | Gavilan, Pizzo 5 | Arena Nord, Frederikshavn Nézőszám: 711 Játékvezetők: Altmár, Horváth (HUN) |
| 2023. december 2. 15:30 | 7× 1×      | Jegyzőkönyv | 3× 1×            | Arena Nord, Frederikshavn Nézőszám: 711 Játékvezetők: Altmár, Horváth (HUN) |

| 2023. december 2. 18:00 | Kongó        | 20–40       | Hollandia      | Arena Nord, Frederikshavn Nézőszám: 527 Játékvezetők: Al-Enezi, Al-Naseem (KUW) |
| 2023. december 2. 18:00 | Diagouraga 7 | (9–20)      | van Wetering 8 | Arena Nord, Frederikshavn Nézőszám: 527 Játékvezetők: Al-Enezi, Al-Naseem (KUW) |
| 2023. december 2. 18:00 | 6× 1×        | Jegyzőkönyv | 1×             | Arena Nord, Frederikshavn Nézőszám: 527 Játékvezetők: Al-Enezi, Al-Naseem (KUW) |

| 2023. december 4. 18:00 | Argentína  | 31–26       | Kongó        | Arena Nord, Frederikshavn Nézőszám: 450 Játékvezetők: Mitrović, Vešović (MNE) |
| 2023. december 4. 18:00 | Casasola 7 | (14–15)     | Diagouraga 8 | Arena Nord, Frederikshavn Nézőszám: 450 Játékvezetők: Mitrović, Vešović (MNE) |
| 2023. december 4. 18:00 | 3×         | Jegyzőkönyv | 7× 1×        | Arena Nord, Frederikshavn Nézőszám: 450 Játékvezetők: Mitrović, Vešović (MNE) |

| 2023. december 4. 20:30 | Hollandia      | 33–20       | Csehország  | Arena Nord, Frederikshavn Nézőszám: 674 Játékvezetők: Belkhiri, Hamidi (ALG) |
| 2023. december 4. 20:30 | van Wetering 7 | (14–8)      | Cholevová 6 | Arena Nord, Frederikshavn Nézőszám: 674 Játékvezetők: Belkhiri, Hamidi (ALG) |
| 2023. december 4. 20:30 | 5×             | Jegyzőkönyv | 2×          | Arena Nord, Frederikshavn Nézőszám: 674 Játékvezetők: Belkhiri, Hamidi (ALG) |

## Elnöki kupa

### I. csoport
| Hely. | Csapat   | M | Gy | D | V | G+ | G– | Gk  | P | Továbbjutás |
| ----- | -------- | - | -- | - | - | -- | -- | --- | - | ----------- |
| 1.    | Izland   | 3 | 3  | 0 | 0 | 92 | 56 | +36 | 6 | 25. helyért |
| 2.    | Kína     | 3 | 2  | 0 | 1 | 78 | 74 | +4  | 4 | 27. helyért |
| 3.    | Paraguay | 3 | 1  | 0 | 2 | 60 | 67 | −7  | 2 | 29. helyért |
| 4.    | Grönland | 3 | 0  | 0 | 3 | 57 | 90 | −33 | 0 | 31. helyért |

| 2023. december 7. 15:30 | Kína  | 23–20       | Paraguay             | Arena Nord, Frederikshavn Nézőszám: 254 Játékvezetők: Altmár, Horváth (HUN) |
| 2023. december 7. 15:30 | Jin 6 | (9–10)      | Fernández, Insfrán 6 | Arena Nord, Frederikshavn Nézőszám: 254 Játékvezetők: Altmár, Horváth (HUN) |
| 2023. december 7. 15:30 | 6× 1× | Jegyzőkönyv | 1×                   | Arena Nord, Frederikshavn Nézőszám: 254 Játékvezetők: Altmár, Horváth (HUN) |

| 2023. december 7. 18:00 | Grönland | 14–37       | Izland           | Arena Nord, Frederikshavn Nézőszám: 702 Játékvezetők: Doychinov, Goretsov (BUL) |
| 2023. december 7. 18:00 | Holm 4   | (8–19)      | Ásgeirsdóttir 10 | Arena Nord, Frederikshavn Nézőszám: 702 Játékvezetők: Doychinov, Goretsov (BUL) |
| 2023. december 7. 18:00 | 4×       | Jegyzőkönyv | 2× 1×            | Arena Nord, Frederikshavn Nézőszám: 702 Játékvezetők: Doychinov, Goretsov (BUL) |

| 2023. december 9. 18:00 | Paraguay  | 19–25       | Izland          | Arena Nord, Frederikshavn Nézőszám: 153 Játékvezetők: Lovin, Stancu (ROU) |
| 2023. december 9. 18:00 | Insfrán 7 | (9–13)      | Albertsdóttir 7 | Arena Nord, Frederikshavn Nézőszám: 153 Játékvezetők: Lovin, Stancu (ROU) |
| 2023. december 9. 18:00 | 5× 1×     | Jegyzőkönyv | 5× 1×           | Arena Nord, Frederikshavn Nézőszám: 153 Játékvezetők: Lovin, Stancu (ROU) |

| 2023. december 9. 20:30 | Kína  | 32–24       | Grönland         | Arena Nord, Frederikshavn Nézőszám: 455 Játékvezetők: H. El-Saied, Y. El-Saied (EGY) |
| 2023. december 9. 20:30 | Liu 7 | (17–8)      | Holm, Petersen 4 | Arena Nord, Frederikshavn Nézőszám: 455 Játékvezetők: H. El-Saied, Y. El-Saied (EGY) |
| 2023. december 9. 20:30 | 3×    | Jegyzőkönyv | 4×               | Arena Nord, Frederikshavn Nézőszám: 455 Játékvezetők: H. El-Saied, Y. El-Saied (EGY) |

| 2023. december 11. 18:00 | Izland                        | 30–23       | Kína  | Arena Nord, Frederikshavn Nézőszám: 134 Játékvezetők: Budzák, Záhradník (SVK) |
| 2023. december 11. 18:00 | Erlingsdóttir, Magnúsdóttir 6 | (13–11)     | Jin 7 | Arena Nord, Frederikshavn Nézőszám: 134 Játékvezetők: Budzák, Záhradník (SVK) |
| 2023. december 11. 18:00 | 2× 2×                         | Jegyzőkönyv | 2× 1× | Arena Nord, Frederikshavn Nézőszám: 134 Játékvezetők: Budzák, Záhradník (SVK) |

| 2023. december 11. 20:30 | Paraguay  | 21–19       | Grönland | Arena Nord, Frederikshavn Nézőszám: 332 Játékvezetők: Al-Enezi, Al-Naseem (KUW) |
| 2023. december 11. 20:30 | Mendoza 6 | (11–9)      | Bjerge 4 | Arena Nord, Frederikshavn Nézőszám: 332 Játékvezetők: Al-Enezi, Al-Naseem (KUW) |
| 2023. december 11. 20:30 |           | Jegyzőkönyv | 4×       | Arena Nord, Frederikshavn Nézőszám: 332 Játékvezetők: Al-Enezi, Al-Naseem (KUW) |

### II. csoport
| Hely. | Csapat     | M | Gy | D | V | G+ | G– | Gk  | P | Továbbjutás |
| ----- | ---------- | - | -- | - | - | -- | -- | --- | - | ----------- |
| 1.    | Kongó      | 3 | 3  | 0 | 0 | 93 | 77 | +16 | 6 | 25. helyért |
| 2.    | Chile      | 3 | 2  | 0 | 1 | 78 | 67 | +11 | 4 | 27. helyért |
| 3.    | Kazahsztán | 3 | 1  | 0 | 2 | 92 | 93 | −1  | 2 | 29. helyért |
| 4.    | Irán       | 3 | 0  | 0 | 3 | 69 | 95 | −26 | 0 | 31. helyért |

| 2023. december 6. 13:00 | Kazahsztán             | 36–37       | Kongó        | Arena Nord, Frederikshavn Nézőszám: 633 Játékvezetők: Cheng, Zhou (CHN) |
| 2023. december 6. 13:00 | Radayeva, Rejemetova 9 | (18–15)     | Diagouraga 8 | Arena Nord, Frederikshavn Nézőszám: 633 Játékvezetők: Cheng, Zhou (CHN) |
| 2023. december 6. 13:00 |                        | Jegyzőkönyv | 4×           | Arena Nord, Frederikshavn Nézőszám: 633 Játékvezetők: Cheng, Zhou (CHN) |

| 2023. december 7. 13:00 | Chile    | 30–20       | Irán     | Arena Nord, Frederikshavn Nézőszám: 220 Játékvezetők: Cheng, Zhou (CHN) |
| 2023. december 7. 13:00 | Lovera 6 | (14–6)      | Merikh 8 | Arena Nord, Frederikshavn Nézőszám: 220 Játékvezetők: Cheng, Zhou (CHN) |
| 2023. december 7. 13:00 | 2× 1×    | Jegyzőkönyv | 2×       | Arena Nord, Frederikshavn Nézőszám: 220 Játékvezetők: Cheng, Zhou (CHN) |

| 2023. december 9. 13:00 | Chile    | 27–23       | Kazahsztán   | Arena Nord, Frederikshavn Nézőszám: 402 Játékvezetők: Kažanegra, Vujačić (MNE) |
| 2023. december 9. 13:00 | Lovera 9 | (13–11)     | Rejemetova 5 | Arena Nord, Frederikshavn Nézőszám: 402 Játékvezetők: Kažanegra, Vujačić (MNE) |
| 2023. december 9. 13:00 | 6×       | Jegyzőkönyv | 1×           | Arena Nord, Frederikshavn Nézőszám: 402 Játékvezetők: Kažanegra, Vujačić (MNE) |

| 2023. december 9. 15:30 | Irán    | 20–32       | Kongó      | Arena Nord, Frederikshavn Nézőszám: 174 Játékvezetők: Altmár, Horváth (HUN) |
| 2023. december 9. 15:30 | Badvi 6 | (9–19)      | Domingos 6 | Arena Nord, Frederikshavn Nézőszám: 174 Játékvezetők: Altmár, Horváth (HUN) |
| 2023. december 9. 15:30 | 2× 1×   | Jegyzőkönyv | 4×         | Arena Nord, Frederikshavn Nézőszám: 174 Játékvezetők: Altmár, Horváth (HUN) |

| 2023. december 11. 13:00 | Kongó        | 24–21       | Chile    | Arena Nord, Frederikshavn Nézőszám: 154 Játékvezetők: Bolic, Hurich (AUT) |
| 2023. december 11. 13:00 | Diagouraga 5 | (8–12)      | Lovera 8 | Arena Nord, Frederikshavn Nézőszám: 154 Játékvezetők: Bolic, Hurich (AUT) |
| 2023. december 11. 13:00 | 7× 1×        | Jegyzőkönyv | 4× 1×    | Arena Nord, Frederikshavn Nézőszám: 154 Játékvezetők: Bolic, Hurich (AUT) |

| 2023. december 11. 15:30 | Irán      | 29–33       | Kazahsztán | Arena Nord, Frederikshavn Nézőszám: 67 Játékvezetők: Doychinov, Goretsov (BUL) |
| 2023. december 11. 15:30 | Merikh 11 | (15–17)     | Khardina 7 | Arena Nord, Frederikshavn Nézőszám: 67 Játékvezetők: Doychinov, Goretsov (BUL) |
| 2023. december 11. 15:30 | 4× 1×     | Jegyzőkönyv | 2× 1×      | Arena Nord, Frederikshavn Nézőszám: 67 Játékvezetők: Doychinov, Goretsov (BUL) |

### A 31. helyért
| 2023. december 13. | Grönland | 23–28       | Irán     | Arena Nord, Frederikshavn Nézőszám: 537 Játékvezetők: Altmár, Horváth (HUN) |
| 2023. december 13. | Bjerge 8 | (12–12)     | Merikh 6 | Arena Nord, Frederikshavn Nézőszám: 537 Játékvezetők: Altmár, Horváth (HUN) |
| 2023. december 13. | 5×       | Jegyzőkönyv | 5×       | Arena Nord, Frederikshavn Nézőszám: 537 Játékvezetők: Altmár, Horváth (HUN) |

### A 29. helyért
| 2023. december 13. | Paraguay   | 36–30       | Kazahsztán | Arena Nord, Frederikshavn Nézőszám: 96 Játékvezetők: Al-Enezi, Al-Naseem (KUW) |
| 2023. december 13. | Portillo 9 | (20–18)     | Khardina 9 | Arena Nord, Frederikshavn Nézőszám: 96 Játékvezetők: Al-Enezi, Al-Naseem (KUW) |
| 2023. december 13. | 3×         | Jegyzőkönyv | 3×         | Arena Nord, Frederikshavn Nézőszám: 96 Játékvezetők: Al-Enezi, Al-Naseem (KUW) |

### A 27. helyért
| 2023. december 13. | Kína  | 25–26       | Chile    | Arena Nord, Frederikshavn Nézőszám: 103 Játékvezetők: H. El-Saied, Y. El-Saied (EGY) |
| 2023. december 13. | Li 8  | (13–15)     | Lovera 5 | Arena Nord, Frederikshavn Nézőszám: 103 Játékvezetők: H. El-Saied, Y. El-Saied (EGY) |
| 2023. december 13. | 8× 1× | Jegyzőkönyv | 4×       | Arena Nord, Frederikshavn Nézőszám: 103 Játékvezetők: H. El-Saied, Y. El-Saied (EGY) |

### A 25. helyért
| 2023. december 13. | Izland         | 30–28       | Kongó    | Arena Nord, Frederikshavn Nézőszám: 86 Játékvezetők: Kažanegra, Vujačić (MNE) |
| 2023. december 13. | Sturludóttir 6 | (14–14)     | Ngombele | Arena Nord, Frederikshavn Nézőszám: 86 Játékvezetők: Kažanegra, Vujačić (MNE) |
| 2023. december 13. | 3×             | Jegyzőkönyv | 5× 1×    | Arena Nord, Frederikshavn Nézőszám: 86 Játékvezetők: Kažanegra, Vujačić (MNE) |

## Középdöntő

### 1. csoport
| Hely. | Csapat         | M | Gy | D | V | G+  | G–  | Gk  | P  | Továbbjutás |
| ----- | -------------- | - | -- | - | - | --- | --- | --- | -- | ----------- |
| 1.    | Svédország (R) | 5 | 5  | 0 | 0 | 143 | 95  | +48 | 10 | Negyeddöntő |
| 2.    | Montenegró     | 5 | 3  | 0 | 2 | 128 | 108 | +20 | 6  | Negyeddöntő |
| 3.    | Magyarország   | 5 | 3  | 0 | 2 | 132 | 112 | +20 | 6  |             |
| 4.    | Horvátország   | 5 | 2  | 1 | 2 | 111 | 107 | +4  | 5  |             |
| 5.    | Szenegál       | 5 | 1  | 1 | 3 | 103 | 127 | −24 | 3  |             |
| 6.    | Kamerun        | 5 | 0  | 0 | 5 | 79  | 147 | −68 | 0  |             |

| 2023. december 7. 15:30 | Montenegró | 25–26       | Horvátország | Scandinavium, Göteborg Nézőszám: 1089 Játékvezetők: Álvarez, Bustamante (ESP) |
| 2023. december 7. 15:30 | Grbić 5    | (13–13)     | Blažević 6   | Scandinavium, Göteborg Nézőszám: 1089 Játékvezetők: Álvarez, Bustamante (ESP) |
| 2023. december 7. 15:30 | 4× 2× 1×   | Jegyzőkönyv | 4× 1×        | Scandinavium, Göteborg Nézőszám: 1089 Játékvezetők: Álvarez, Bustamante (ESP) |

| 2023. december 7. 18:00 | Szenegál | 20–30       | Magyarország | Scandinavium, Göteborg Nézőszám: 2693 Játékvezetők: Koo, Lee (KOR) |
| 2023. december 7. 18:00 | Sagna 8  | (8–14)      | Klujber 9    | Scandinavium, Göteborg Nézőszám: 2693 Játékvezetők: Koo, Lee (KOR) |
| 2023. december 7. 18:00 | 3× 1×    | Jegyzőkönyv | 4× 1×        | Scandinavium, Göteborg Nézőszám: 2693 Játékvezetők: Koo, Lee (KOR) |

| 2023. december 7. 20:30 | Svédország | 37–13       | Kamerun | Scandinavium, Göteborg Nézőszám: 5187 Játékvezetők: B. Correa, R. Correa (BRA) |
| 2023. december 7. 20:30 | Hagman 8   | (16–5)      | Ateba 5 | Scandinavium, Göteborg Nézőszám: 5187 Játékvezetők: B. Correa, R. Correa (BRA) |
| 2023. december 7. 20:30 |            | Jegyzőkönyv | 1× 2×   | Scandinavium, Göteborg Nézőszám: 5187 Játékvezetők: B. Correa, R. Correa (BRA) |

| 2023. december 9. 15:30 | Szenegál | 21–29       | Montenegró     | Scandinavium, Göteborg Nézőszám: 2997 Játékvezetők: Budzák, Záhradník (SVK) |
| 2023. december 9. 15:30 | Sagna 4  | (8–18)      | négy játékos 4 | Scandinavium, Göteborg Nézőszám: 2997 Játékvezetők: Budzák, Záhradník (SVK) |
| 2023. december 9. 15:30 | 1× 1×    | Jegyzőkönyv | 4× 1×          | Scandinavium, Göteborg Nézőszám: 2997 Játékvezetők: Budzák, Záhradník (SVK) |

| 2023. december 9. 18:00 | Horvátország    | 24–15       | Kamerun | Scandinavium, Göteborg Nézőszám: 6165 Játékvezetők: Koo, Lee (KOR) |
| 2023. december 9. 18:00 | három játékos 3 | (18–6)      | Ateba 7 | Scandinavium, Göteborg Nézőszám: 6165 Játékvezetők: Koo, Lee (KOR) |
| 2023. december 9. 18:00 | 2×              | Jegyzőkönyv | 3×      | Scandinavium, Göteborg Nézőszám: 6165 Játékvezetők: Koo, Lee (KOR) |

| 2023. december 9. 20:30 | Magyarország | 22–26       | Svédország           | Scandinavium, Göteborg Nézőszám: 10 561 Játékvezetők: A. Covalciuc, I. Covalciuc (MDA) |
| 2023. december 9. 20:30 | Vámos 6      | (11–10)     | Lindqvist, Roberts 7 | Scandinavium, Göteborg Nézőszám: 10 561 Játékvezetők: A. Covalciuc, I. Covalciuc (MDA) |
| 2023. december 9. 20:30 | 3×           | Jegyzőkönyv | 4×                   | Scandinavium, Göteborg Nézőszám: 10 561 Játékvezetők: A. Covalciuc, I. Covalciuc (MDA) |

| 2023. december 11. 15:30 | Kamerun         | 20–22       | Szenegál | Scandinavium, Göteborg Nézőszám: 626 Játékvezetők: B. Correa, R. Correa (BRA) |
| 2023. december 11. 15:30 | Ateba, Ebanga 5 | (12–7)      | Sagna 6  | Scandinavium, Göteborg Nézőszám: 626 Játékvezetők: B. Correa, R. Correa (BRA) |
| 2023. december 11. 15:30 | 4× 1×           | Jegyzőkönyv | 2× 1×    | Scandinavium, Göteborg Nézőszám: 626 Játékvezetők: B. Correa, R. Correa (BRA) |

| 2023. december 11. 18:00 | Magyarország | 23–22       | Horvátország    | Scandinavium, Göteborg Nézőszám: 3449 Játékvezetők: García, Paolantoni (ARG) |
| 2023. december 11. 18:00 | Klujber 9    | (8–11)      | Milosavljević 8 | Scandinavium, Göteborg Nézőszám: 3449 Játékvezetők: García, Paolantoni (ARG) |
| 2023. december 11. 18:00 | 4× 3×        | Jegyzőkönyv | 3× 2×           | Scandinavium, Göteborg Nézőszám: 3449 Játékvezetők: García, Paolantoni (ARG) |

| 2023. december 11. 20:30 | Montenegró   | 25–32       | Svédország        | Scandinavium, Göteborg Nézőszám: 6589 Játékvezetők: Carmaux, Mursch (FRA) |
| 2023. december 11. 20:30 | Despotović 6 | (9–15)      | Roberts, Hagman 6 | Scandinavium, Göteborg Nézőszám: 6589 Játékvezetők: Carmaux, Mursch (FRA) |
| 2023. december 11. 20:30 | 6× 2×        | Jegyzőkönyv | 4×                | Scandinavium, Göteborg Nézőszám: 6589 Játékvezetők: Carmaux, Mursch (FRA) |

### 2. csoport
| Hely. | Csapat        | M | Gy | D | V | G+  | G–  | Gk  | P  | Továbbjutás |
| ----- | ------------- | - | -- | - | - | --- | --- | --- | -- | ----------- |
| 1.    | Franciaország | 5 | 5  | 0 | 0 | 158 | 128 | +30 | 10 | Negyeddöntő |
| 2.    | Norvégia (R)  | 5 | 4  | 0 | 1 | 172 | 115 | +57 | 8  | Negyeddöntő |
| 3.    | Szlovénia     | 5 | 3  | 0 | 2 | 141 | 143 | −2  | 6  |             |
| 4.    | Angola        | 5 | 2  | 0 | 3 | 135 | 153 | −18 | 4  |             |
| 5.    | Ausztria      | 5 | 1  | 0 | 4 | 137 | 177 | −40 | 2  |             |
| 6.    | Dél-Korea     | 5 | 0  | 0 | 5 | 132 | 159 | −27 | 0  |             |

| 2023. december 6. 15:30 | Dél-Korea | 27–31       | Szlovénia | Trondheim Spektrum, Trondheim Nézőszám: 619 Játékvezetők: Lemes, Sosa (URU) |
| 2023. december 6. 15:30 | Ju 12     | (14–19)     | Mavsar 9  | Trondheim Spektrum, Trondheim Nézőszám: 619 Játékvezetők: Lemes, Sosa (URU) |
| 2023. december 6. 15:30 | 2× 1×     | Jegyzőkönyv | 4×        | Trondheim Spektrum, Trondheim Nézőszám: 619 Játékvezetők: Lemes, Sosa (URU) |

| 2023. december 6. 18:00 | Franciaország | 41–27       | Ausztria  | Trondheim Spektrum, Trondheim Nézőszám: 3198 Játékvezetők: H. El-Saied, Y. El-Saied (EGY) |
| 2023. december 6. 18:00 | Bouktit 7     | (25–14)     | Ivančok 8 | Trondheim Spektrum, Trondheim Nézőszám: 3198 Játékvezetők: H. El-Saied, Y. El-Saied (EGY) |
| 2023. december 6. 18:00 | 4× 1×         | Jegyzőkönyv | 5× 2×     | Trondheim Spektrum, Trondheim Nézőszám: 3198 Játékvezetők: H. El-Saied, Y. El-Saied (EGY) |

| 2023. december 6. 20:30 | Norvégia | 37–19       | Angola         | Trondheim Spektrum, Trondheim Nézőszám: 6806 Játékvezetők: Jovandić, Sekulić (SRB) |
| 2023. december 6. 20:30 | Herrem 7 | (20–9)      | négy játékos 3 | Trondheim Spektrum, Trondheim Nézőszám: 6806 Játékvezetők: Jovandić, Sekulić (SRB) |
| 2023. december 6. 20:30 | 1×       | Jegyzőkönyv | 3×             | Trondheim Spektrum, Trondheim Nézőszám: 6806 Játékvezetők: Jovandić, Sekulić (SRB) |

| 2023. december 8. 15:30 | Ausztria    | 25–30       | Angola   | Trondheim Spektrum, Trondheim Nézőszám: 1236 Játékvezetők: A. Konjičanin, D. Konjičanin (BIH) |
| 2023. december 8. 15:30 | K. Pandza 8 | (14–16)     | Carlos 9 | Trondheim Spektrum, Trondheim Nézőszám: 1236 Játékvezetők: A. Konjičanin, D. Konjičanin (BIH) |
| 2023. december 8. 15:30 | 3× 1×       | Jegyzőkönyv | 4× 1×    | Trondheim Spektrum, Trondheim Nézőszám: 1236 Játékvezetők: A. Konjičanin, D. Konjičanin (BIH) |

| 2023. december 8. 18:00 | Dél-Korea | 22–32       | Franciaország | Trondheim Spektrum, Trondheim Nézőszám: 3507 Játékvezetők: Mitrović, Vešović (MNE) |
| 2023. december 8. 18:00 | Gim 5     | (12–17)     | Kanor 7       | Trondheim Spektrum, Trondheim Nézőszám: 3507 Játékvezetők: Mitrović, Vešović (MNE) |
| 2023. december 8. 18:00 | 5× 1×     | Jegyzőkönyv | 1× 1×         | Trondheim Spektrum, Trondheim Nézőszám: 3507 Játékvezetők: Mitrović, Vešović (MNE) |

| 2023. december 8. 20:30 | Szlovénia | 21–34       | Norvégia | Trondheim Spektrum, Trondheim Nézőszám: 5544 Játékvezetők: Kuttler, Merz (GER) |
| 2023. december 8. 20:30 | Varagić 5 | (12–17)     | Herrem 6 | Trondheim Spektrum, Trondheim Nézőszám: 5544 Játékvezetők: Kuttler, Merz (GER) |
| 2023. december 8. 20:30 | 3× 1×     | Jegyzőkönyv | 2× 1×    | Trondheim Spektrum, Trondheim Nézőszám: 5544 Játékvezetők: Kuttler, Merz (GER) |

| 2023. december 10. 15:30 | Angola     | 33–31       | Dél-Korea | Trondheim Spektrum, Trondheim Nézőszám: 1716 Játékvezetők: Jovandić, Sekulić (SRB) |
| 2023. december 10. 15:30 | Kassoma 11 | (20–15)     | Woo 9     | Trondheim Spektrum, Trondheim Nézőszám: 1716 Játékvezetők: Jovandić, Sekulić (SRB) |
| 2023. december 10. 15:30 | 2× 1×      | Jegyzőkönyv | 1×        | Trondheim Spektrum, Trondheim Nézőszám: 1716 Játékvezetők: Jovandić, Sekulić (SRB) |

| 2023. december 10. 18:00 | Szlovénia | 32–27       | Ausztria | Trondheim Spektrum, Trondheim Nézőszám: 4060 Játékvezetők: Lemes, Sosa (URU) |
| 2023. december 10. 18:00 | Mavsar 11 | (19–14)     | Pandza 7 | Trondheim Spektrum, Trondheim Nézőszám: 4060 Játékvezetők: Lemes, Sosa (URU) |
| 2023. december 10. 18:00 | 2× 1×     | Jegyzőkönyv |          | Trondheim Spektrum, Trondheim Nézőszám: 4060 Játékvezetők: Lemes, Sosa (URU) |

| 2023. december 10. 20:30 | Franciaország | 24–23       | Norvégia        | Trondheim Spektrum, Trondheim Nézőszám: 6754 Játékvezetők: A. Konjičanin, D. Konjičanin (BIH) |
| 2023. december 10. 20:30 | Nze Minko 6   | (12–12)     | Mørk, Ingstad 4 | Trondheim Spektrum, Trondheim Nézőszám: 6754 Játékvezetők: A. Konjičanin, D. Konjičanin (BIH) |
| 2023. december 10. 20:30 | 6×            | Jegyzőkönyv | 4×              | Trondheim Spektrum, Trondheim Nézőszám: 6754 Játékvezetők: A. Konjičanin, D. Konjičanin (BIH) |

### 3. csoport
| Hely. | Csapat        | M | Gy | D | V | G+  | G–  | Gk  | P | Továbbjutás |
| ----- | ------------- | - | -- | - | - | --- | --- | --- | - | ----------- |
| 1.    | Dánia (R)     | 5 | 4  | 0 | 1 | 152 | 121 | +31 | 8 | Negyeddöntő |
| 2.    | Németország   | 5 | 4  | 0 | 1 | 147 | 120 | +27 | 8 | Negyeddöntő |
| 3.    | Románia       | 5 | 3  | 0 | 2 | 141 | 145 | −4  | 6 |             |
| 4.    | Lengyelország | 5 | 2  | 0 | 3 | 119 | 143 | −24 | 4 |             |
| 5.    | Japán         | 5 | 2  | 0 | 3 | 137 | 141 | −4  | 4 |             |
| 6.    | Szerbia       | 5 | 0  | 0 | 5 | 111 | 137 | −26 | 0 |             |

| 2023. december 7. 15:30 | Szerbia         | 21–22       | Lengyelország | Jyske Bank Boxen, Herning Nézőszám: 511 Játékvezetők: Belkhiri, Hamidi (ALG) |
| 2023. december 7. 15:30 | Radosavljević 6 | (13–10)     | Kochaniak 6   | Jyske Bank Boxen, Herning Nézőszám: 511 Játékvezetők: Belkhiri, Hamidi (ALG) |
| 2023. december 7. 15:30 | 5× 2×           | Jegyzőkönyv | 3×            | Jyske Bank Boxen, Herning Nézőszám: 511 Játékvezetők: Belkhiri, Hamidi (ALG) |

| 2023. december 7. 18:00 | Németország  | 24–22       | Románia    | Jyske Bank Boxen, Herning Nézőszám: 4526 Játékvezetők: Lah, Sok (SLO) |
| 2023. december 7. 18:00 | Döll, Lott 4 | (9–12)      | Buceschi 8 | Jyske Bank Boxen, Herning Nézőszám: 4526 Játékvezetők: Lah, Sok (SLO) |
| 2023. december 7. 18:00 | 4× 1×        | Jegyzőkönyv | 3× 1×      | Jyske Bank Boxen, Herning Nézőszám: 4526 Játékvezetők: Lah, Sok (SLO) |

| 2023. december 7. 20:30 | Dánia     | 26–27       | Japán     | Jyske Bank Boxen, Herning Nézőszám: 6707 Játékvezetők: Carmaux, Mursch (FRA) |
| 2023. december 7. 20:30 | Højlund 5 | (12–12)     | Hattori 7 | Jyske Bank Boxen, Herning Nézőszám: 6707 Játékvezetők: Carmaux, Mursch (FRA) |
| 2023. december 7. 20:30 | 5× 1×     | Jegyzőkönyv | 2×        | Jyske Bank Boxen, Herning Nézőszám: 6707 Játékvezetők: Carmaux, Mursch (FRA) |

| 2023. december 9. 15:30 | Románia     | 32–28       | Japán             | Jyske Bank Boxen, Herning Nézőszám: 3502 Játékvezetők: García, Paolantoni (ARG) |
| 2023. december 9. 15:30 | Buceschi 12 | (17–14)     | Aizawa, Hattori 5 | Jyske Bank Boxen, Herning Nézőszám: 3502 Játékvezetők: García, Paolantoni (ARG) |
| 2023. december 9. 15:30 | 4× 1×       | Jegyzőkönyv | 4×                | Jyske Bank Boxen, Herning Nézőszám: 3502 Játékvezetők: García, Paolantoni (ARG) |

| 2023. december 9. 18:00 | Szerbia   | 21–31       | Németország | Jyske Bank Boxen, Herning Nézőszám: 8138 Játékvezetők: Álvarez, Bustamante (ESP) |
| 2023. december 9. 18:00 | Jovović 6 | (13–14)     | Döll 5      | Jyske Bank Boxen, Herning Nézőszám: 8138 Játékvezetők: Álvarez, Bustamante (ESP) |
| 2023. december 9. 18:00 | 4×        | Jegyzőkönyv | 3×          | Jyske Bank Boxen, Herning Nézőszám: 8138 Játékvezetők: Álvarez, Bustamante (ESP) |

| 2023. december 9. 20:30 | Lengyelország | 22–32       | Dánia                   | Jyske Bank Boxen, Herning Nézőszám: 10 398 Játékvezetők: Bolic, Hurich (AUT) |
| 2023. december 9. 20:30 | Rosiak 6      | (12–15)     | Jørgensen, Østergaard 5 | Jyske Bank Boxen, Herning Nézőszám: 10 398 Játékvezetők: Bolic, Hurich (AUT) |
| 2023. december 9. 20:30 | 8×            | Jegyzőkönyv | 3×                      | Jyske Bank Boxen, Herning Nézőszám: 10 398 Játékvezetők: Bolic, Hurich (AUT) |

| 2023. december 11. 15:30 | Japán      | 22–20       | Szerbia      | Jyske Bank Boxen, Herning Nézőszám: 1979 Játékvezetők: A. Covalciuc, I. Covalciuc (MDA) |
| 2023. december 11. 15:30 | Nakayama 6 | (9–8)       | Vukajlović 6 | Jyske Bank Boxen, Herning Nézőszám: 1979 Játékvezetők: A. Covalciuc, I. Covalciuc (MDA) |
| 2023. december 11. 15:30 | 3×         | Jegyzőkönyv | 3× 1×        | Jyske Bank Boxen, Herning Nézőszám: 1979 Játékvezetők: A. Covalciuc, I. Covalciuc (MDA) |

| 2023. december 11. 18:00 | Lengyelország | 26–27       | Románia     | Jyske Bank Boxen, Herning Nézőszám: 5221 Játékvezetők: Belkhiri, Hamidi (ALG) |
| 2023. december 11. 18:00 | Balsam 8      | (10–13)     | Buceschi 11 | Jyske Bank Boxen, Herning Nézőszám: 5221 Játékvezetők: Belkhiri, Hamidi (ALG) |
| 2023. december 11. 18:00 | 3× 1×         | Jegyzőkönyv | 4× 1×       | Jyske Bank Boxen, Herning Nézőszám: 5221 Játékvezetők: Belkhiri, Hamidi (ALG) |

| 2023. december 11. 20:30 | Németország | 28–30       | Dánia   | Jyske Bank Boxen, Herning Nézőszám: 8514 Játékvezetők: Lah, Sok (SLO) |
| 2023. december 11. 20:30 | Bölk 5      | (13–15)     | Friis 7 | Jyske Bank Boxen, Herning Nézőszám: 8514 Játékvezetők: Lah, Sok (SLO) |
| 2023. december 11. 20:30 | 6× 1×       | Jegyzőkönyv | 3× 1×   | Jyske Bank Boxen, Herning Nézőszám: 8514 Játékvezetők: Lah, Sok (SLO) |

### 4. csoport
| Hely. | Csapat        | M | Gy | D | V | G+  | G–  | Gk  | P  | Továbbjutás |
| ----- | ------------- | - | -- | - | - | --- | --- | --- | -- | ----------- |
| 1.    | Hollandia     | 5 | 5  | 0 | 0 | 178 | 115 | +63 | 10 | Negyeddöntő |
| 2.    | Csehország    | 5 | 3  | 0 | 2 | 138 | 130 | +8  | 6  | Negyeddöntő |
| 3.    | Brazília      | 5 | 3  | 0 | 2 | 150 | 128 | +22 | 6  |             |
| 4.    | Spanyolország | 5 | 3  | 0 | 2 | 132 | 127 | +5  | 6  |             |
| 5.    | Argentína     | 5 | 1  | 0 | 4 | 115 | 155 | −40 | 2  |             |
| 6.    | Ukrajna       | 5 | 0  | 0 | 5 | 104 | 162 | −58 | 0  |             |

| 2023. december 6. 15:30 | Ukrajna    | 23–30       | Csehország  | Arena Nord, Frederikshavn Nézőszám: 711 Játékvezetők: Altmár, Horváth (HUN) |
| 2023. december 6. 15:30 | Smbatian 5 | (11–15)     | Jeřábková 9 | Arena Nord, Frederikshavn Nézőszám: 711 Játékvezetők: Altmár, Horváth (HUN) |
| 2023. december 6. 15:30 | 2× 2×      | Jegyzőkönyv |             | Arena Nord, Frederikshavn Nézőszám: 711 Játékvezetők: Altmár, Horváth (HUN) |

| 2023. december 6. 18:00 | Spanyolország | 30–23       | Argentína | Arena Nord, Frederikshavn Nézőszám: 902 Játékvezetők: Kažanegra, Vujačić (MNE) |
| 2023. december 6. 18:00 | Etxeberria 7  | (12–13)     | Gavilan 8 | Arena Nord, Frederikshavn Nézőszám: 902 Játékvezetők: Kažanegra, Vujačić (MNE) |
| 2023. december 6. 18:00 | 2×            | Jegyzőkönyv | 1× 1×     | Arena Nord, Frederikshavn Nézőszám: 902 Játékvezetők: Kažanegra, Vujačić (MNE) |

| 2023. december 6. 20:30 | Hollandia  | 35–27       | Brazília        | Arena Nord, Frederikshavn Nézőszám: 855 Játékvezetők: Lovin, Stancu (ROU) |
| 2023. december 6. 20:30 | Housheer 6 | (18–13)     | de Abreu Rosa 7 | Arena Nord, Frederikshavn Nézőszám: 855 Játékvezetők: Lovin, Stancu (ROU) |
| 2023. december 6. 20:30 | 3×         | Jegyzőkönyv | 3× 1×           | Arena Nord, Frederikshavn Nézőszám: 855 Játékvezetők: Lovin, Stancu (ROU) |

| 2023. december 8. 15:30 | Brazília            | 33–19       | Argentína | Arena Nord, Frederikshavn Nézőszám: 417 Játékvezetők: Doychinov, Goretsov (BUL) |
| 2023. december 8. 15:30 | Cardoso, de Paula 5 | (16–7)      | Pizzo 5   | Arena Nord, Frederikshavn Nézőszám: 417 Játékvezetők: Doychinov, Goretsov (BUL) |
| 2023. december 8. 15:30 | 4×                  | Jegyzőkönyv | 1×        | Arena Nord, Frederikshavn Nézőszám: 417 Játékvezetők: Doychinov, Goretsov (BUL) |

| 2023. december 8. 18:00 | Csehország  | 30–22       | Spanyolország | Arena Nord, Frederikshavn Nézőszám: 697 Játékvezetők: Hansen, Madsen (DEN) |
| 2023. december 8. 18:00 | Jeřábková 9 | (13–9)      | Pérez 6       | Arena Nord, Frederikshavn Nézőszám: 697 Játékvezetők: Hansen, Madsen (DEN) |
| 2023. december 8. 18:00 | 2× 1×       | Jegyzőkönyv |               | Arena Nord, Frederikshavn Nézőszám: 697 Játékvezetők: Hansen, Madsen (DEN) |

| 2023. december 8. 20:30 | Ukrajna  | 21–40       | Hollandia | Arena Nord, Frederikshavn Nézőszám: 823 Játékvezetők: Al-Enezi, Al-Naseem (KUW) |
| 2023. december 8. 20:30 | Shukal 5 | (8–19)      | Abbingh 8 | Arena Nord, Frederikshavn Nézőszám: 823 Játékvezetők: Al-Enezi, Al-Naseem (KUW) |
| 2023. december 8. 20:30 | 3× 1×    | Jegyzőkönyv | 2×        | Arena Nord, Frederikshavn Nézőszám: 823 Játékvezetők: Al-Enezi, Al-Naseem (KUW) |

| 2023. december 10. 15:30 | Argentína | 25–20       | Ukrajna      | Arena Nord, Frederikshavn Nézőszám: 504 Játékvezetők: Kažanegra, Vujačić (MNE) |
| 2023. december 10. 15:30 | Cavo 6    | (13–11)     | Konovalova 6 | Arena Nord, Frederikshavn Nézőszám: 504 Játékvezetők: Kažanegra, Vujačić (MNE) |
| 2023. december 10. 15:30 | 6× 1×     | Jegyzőkönyv | 5× 1×        | Arena Nord, Frederikshavn Nézőszám: 504 Játékvezetők: Kažanegra, Vujačić (MNE) |

| 2023. december 10. 18:00 | Csehország   | 27–30       | Brazília  | Arena Nord, Frederikshavn Nézőszám: 769 Játékvezetők: Lovin, Stancu (ROU) |
| 2023. december 10. 18:00 | Jeřábková 11 | (17–16)     | Cardoso 9 | Arena Nord, Frederikshavn Nézőszám: 769 Játékvezetők: Lovin, Stancu (ROU) |
| 2023. december 10. 18:00 | 2×           | Jegyzőkönyv | 3× 1×     | Arena Nord, Frederikshavn Nézőszám: 769 Játékvezetők: Lovin, Stancu (ROU) |

| 2023. december 10. 20:30 | Hollandia   | 29–21       | Spanyolország          | Arena Nord, Frederikshavn Nézőszám: 1314 Játékvezetők: Hansen, Madsen (DEN) |
| 2023. december 10. 20:30 | Sprengers 6 | (13–9)      | So Delgado, González 5 | Arena Nord, Frederikshavn Nézőszám: 1314 Játékvezetők: Hansen, Madsen (DEN) |
| 2023. december 10. 20:30 | 3×          | Jegyzőkönyv | 2×                     | Arena Nord, Frederikshavn Nézőszám: 1314 Játékvezetők: Hansen, Madsen (DEN) |

## Egyenes kieséses szakasz
|  |              |               |               |               |    |               |               |              |               |               |               |       |       |
|  | Negyeddöntők | Negyeddöntők  | Negyeddöntők  |               |    | Elődöntők     | Elődöntők     | Elődöntők    |               |               | Döntő         | Döntő | Döntő |
|  | Negyeddöntők | Negyeddöntők  | Negyeddöntők  |               |    | Elődöntők     | Elődöntők     | Elődöntők    |               |               | Döntő         | Döntő | Döntő |
|  | december 13. |               |               |               |    |               |               |              |               |               |               |       |       |
|  |              |               |               |               |    |               |               |              |               |               |               |       |       |
|  | I/1.         | Svédország    | 27            |               |    |               |               |              |               |               |               |       |       |
|  | I/1.         | Svédország    | 27            | december 15.  |    |               |               |              |               |               |               |       |       |
|  | III/2.       | Németország   | 20            |               |    |               |               |              |               |               |               |       |       |
|  | III/2.       | Németország   | 20            |               |    | Svédország    | Svédország    | 28           |               |               |               |       |       |
|  | december 12. |               |               |               |    | Svédország    | Svédország    | 28           |               |               |               |       |       |
|  |              |               | Franciaország | Franciaország | 37 |               |               |              |               |               |               |       |       |
|  | II/1.        | Franciaország | Franciaország | Franciaország | 37 | 33            |               |              |               |               |               |       |       |
|  | II/1.        | Franciaország |               |               |    | 33            | december 17.  |              |               |               |               |       |       |
|  | IV/2.        | Csehország    | 22            |               |    |               |               |              |               |               |               |       |       |
|  | IV/2.        | Csehország    | 22            |               |    | Franciaország | Franciaország | 31           |               |               |               |       |       |
|  | december 13. |               |               |               |    | Franciaország | Franciaország | 31           |               |               |               |       |       |
|  |              |               | Norvégia      | Norvégia      | 28 |               |               |              |               |               |               |       |       |
|  | III/1.       | Dánia         | Norvégia      | Norvégia      | 28 | 26            |               |              |               |               |               |       |       |
|  | III/1.       | Dánia         | december 15.  |               |    | 26            |               |              |               |               |               |       |       |
|  | I/2.         | Montenegró    | 24            |               |    |               |               |              |               |               |               |       |       |
|  | I/2.         | Montenegró    | 24            |               |    | Dánia         | Dánia         | 28           | Bronzmérkőzés | Bronzmérkőzés | Bronzmérkőzés |       |       |
|  | december 12. |               |               |               |    | Dánia         | Dánia         | 28           | Bronzmérkőzés | Bronzmérkőzés | Bronzmérkőzés |       |       |
|  |              |               | Norvégia      | Norvégia      | 29 |               |               | december 17. | december 17.  | december 17.  |               |       |       |
|  | IV/1.        | Hollandia     | Norvégia      | Norvégia      | 29 | 23            |               | december 17. | december 17.  | december 17.  |               |       |       |
|  | IV/1.        | Hollandia     |               |               |    |               |               | Svédország   | Svédország    | 27            |               |       |       |
|  | II/2.        | Norvégia      | 30            |               |    |               |               | Svédország   | Svédország    | 27            |               |       |       |
|  | II/2.        | Norvégia      | 30            |               |    | Dánia         | Dánia         | 28           |               |               |               |       |       |
|  |              |               |               |               |    | Dánia         | Dánia         | 28           |               |               |               |       |       |

### Negyeddöntők
| 2023. december 12. 17:30 | Franciaország | 33–22       | Csehország  | Trondheim Spektrum, Trondheim Nézőszám: 4455 Játékvezetők: Álvarez, Bustamante (ESP) |
| 2023. december 12. 17:30 | Nze Minko 5   | (18–16)     | Jeřábková 6 | Trondheim Spektrum, Trondheim Nézőszám: 4455 Játékvezetők: Álvarez, Bustamante (ESP) |
| 2023. december 12. 17:30 | 4×            | Jegyzőkönyv | 1× 2×       | Trondheim Spektrum, Trondheim Nézőszám: 4455 Játékvezetők: Álvarez, Bustamante (ESP) |

| 2023. december 12. 20:30 | Hollandia             | 23–30       | Norvégia   | Trondheim Spektrum, Trondheim Nézőszám: 7514 Játékvezetők: Kuttler, Merz (GER) |
| 2023. december 12. 20:30 | Malestein, Housheer 4 | (11–12)     | Skogrand 9 | Trondheim Spektrum, Trondheim Nézőszám: 7514 Játékvezetők: Kuttler, Merz (GER) |
| 2023. december 12. 20:30 | 3×                    | Jegyzőkönyv | 7× 1×      | Trondheim Spektrum, Trondheim Nézőszám: 7514 Játékvezetők: Kuttler, Merz (GER) |

| 2023. december 13. 17:30 | Svédország     | 27–20       | Németország     | Jyske Bank Boxen, Herning Nézőszám: 6613 Játékvezetők: Hansen, Madsen (DEN) |
| 2023. december 13. 17:30 | négy játékos 5 | (16–6)      | három játékos 4 | Jyske Bank Boxen, Herning Nézőszám: 6613 Játékvezetők: Hansen, Madsen (DEN) |
| 2023. december 13. 17:30 | 1×             | Jegyzőkönyv |                 | Jyske Bank Boxen, Herning Nézőszám: 6613 Játékvezetők: Hansen, Madsen (DEN) |

| 2023. december 13. 20:30 | Dánia           | 26–24       | Montenegró | Jyske Bank Boxen, Herning Nézőszám: 11 031 Játékvezetők: Belkhiri, Hamidi (ALG) |
| 2023. december 13. 20:30 | Hansen, Friis 5 | (13–10)     | Mugoša 6   | Jyske Bank Boxen, Herning Nézőszám: 11 031 Játékvezetők: Belkhiri, Hamidi (ALG) |
| 2023. december 13. 20:30 | 1× 1×           | Jegyzőkönyv | 6× 2×      | Jyske Bank Boxen, Herning Nézőszám: 11 031 Játékvezetők: Belkhiri, Hamidi (ALG) |

### Az 5–8. helyért
| 2023. december 15. 11:30 | Németország | 32–26       | Csehország  | Jyske Bank Boxen, Herning Nézőszám: 445 Játékvezetők: García, Paolantoni (ARG) |
| 2023. december 15. 11:30 | Leuchter 6  | (14–12)     | Jeřábková 6 | Jyske Bank Boxen, Herning Nézőszám: 445 Játékvezetők: García, Paolantoni (ARG) |
| 2023. december 15. 11:30 | 6× 3×       | Jegyzőkönyv | 3×          | Jyske Bank Boxen, Herning Nézőszám: 445 Játékvezetők: García, Paolantoni (ARG) |

| 2023. december 15. 14:30 | Montenegró | 25–28       | Hollandia   | Jyske Bank Boxen, Herning Nézőszám: 1627 Játékvezetők: Hansen, Madsen (DEN) |
| 2023. december 15. 14:30 | Mugoša 6   | (13–14)     | Malestein 8 | Jyske Bank Boxen, Herning Nézőszám: 1627 Játékvezetők: Hansen, Madsen (DEN) |
| 2023. december 15. 14:30 | 1×         | Jegyzőkönyv | 1×          | Jyske Bank Boxen, Herning Nézőszám: 1627 Játékvezetők: Hansen, Madsen (DEN) |

### Elődöntők
| 2023. december 15. 17:30 | Dánia       | 28–29 (h. u.) | Norvégia   | Jyske Bank Boxen, Herning Nézőszám: 12 136 Játékvezetők: A. Konjičanin, D. Konjičanin (BIH) |
| 2023. december 15. 17:30 | Jørgensen 7 | (14–9, 23–23) | Reistad 15 | Jyske Bank Boxen, Herning Nézőszám: 12 136 Játékvezetők: A. Konjičanin, D. Konjičanin (BIH) |
| 2023. december 15. 17:30 | 5× 1×       | Jegyzőkönyv   | 4×         | Jyske Bank Boxen, Herning Nézőszám: 12 136 Játékvezetők: A. Konjičanin, D. Konjičanin (BIH) |

| 2023. december 15. 21:00 | Svédország | 28–37       | Franciaország | Jyske Bank Boxen, Herning Nézőszám: 8154 Játékvezetők: Kuttler, Merz (GER) |
| 2023. december 15. 21:00 | Hagman 5   | (11–19)     | Horacek 9     | Jyske Bank Boxen, Herning Nézőszám: 8154 Játékvezetők: Kuttler, Merz (GER) |
| 2023. december 15. 21:00 | 5×         | Jegyzőkönyv | 2× 1×         | Jyske Bank Boxen, Herning Nézőszám: 8154 Játékvezetők: Kuttler, Merz (GER) |

### A 7. helyért
| 2023. december 17. 10:15 | Csehország      | 24–28       | Montenegró  | Jyske Bank Boxen, Herning Nézőszám: 491 Játékvezetők: Lovin, Stancu (ROU) |
| 2023. december 17. 10:15 | három játékos 5 | (10–14)     | Bulatović 5 | Jyske Bank Boxen, Herning Nézőszám: 491 Játékvezetők: Lovin, Stancu (ROU) |
| 2023. december 17. 10:15 | 1×              | Jegyzőkönyv | 5× 1×       | Jyske Bank Boxen, Herning Nézőszám: 491 Játékvezetők: Lovin, Stancu (ROU) |

### Az 5. helyért
| 2023. december 17. 13:00 | Németország | 26–30       | Hollandia   | Jyske Bank Boxen, Herning Nézőszám: 2594 Játékvezetők: A. Covalciuc, I. Covalciuc (MDA) |
| 2023. december 17. 13:00 | Döll 7      | (7–16)      | Malestein 7 | Jyske Bank Boxen, Herning Nézőszám: 2594 Játékvezetők: A. Covalciuc, I. Covalciuc (MDA) |
| 2023. december 17. 13:00 | 5×          | Jegyzőkönyv | 4×          | Jyske Bank Boxen, Herning Nézőszám: 2594 Játékvezetők: A. Covalciuc, I. Covalciuc (MDA) |

### Bronzmérkőzés
| 2023. december 17. 16:00 | Svédország         | 27–28       | Dánia           | Jyske Bank Boxen, Herning Nézőszám: 11 877 Játékvezetők: Álvarez, Bustamante (ESP) |
| 2023. december 17. 16:00 | Blohm, Mellegård 7 | (15–18)     | három játékos 5 | Jyske Bank Boxen, Herning Nézőszám: 11 877 Játékvezetők: Álvarez, Bustamante (ESP) |
| 2023. december 17. 16:00 | 2×                 | Jegyzőkönyv | 1× 2×           | Jyske Bank Boxen, Herning Nézőszám: 11 877 Játékvezetők: Álvarez, Bustamante (ESP) |

### Döntő
| 2023. december 17. 19:00 | Franciaország        | 31–28       | Norvégia | Jyske Bank Boxen, Herning Nézőszám: 12 031 Játékvezetők: Lah, Sok (SLO) |
| 2023. december 17. 19:00 | Horacek, Grandveau 5 | (20–17)     | Mørk 8   | Jyske Bank Boxen, Herning Nézőszám: 12 031 Játékvezetők: Lah, Sok (SLO) |
| 2023. december 17. 19:00 | 4× 1×                | Jegyzőkönyv | 3× 2×    | Jyske Bank Boxen, Herning Nézőszám: 12 031 Játékvezetők: Lah, Sok (SLO) |

| A 2023-as női kézilabda-világbajnokság győztese |
| ----------------------------------------------- |
| · Franciaország · 3. cím                        |

## Végeredmény
Az 1–8. és a 25–32. helyekért helyosztó mérkőzéseket játszottak. A középdöntő harmadik helyezettjei a 9–12., a negyedik helyezettjei a 13–16., az ötödik helyezettjei a 17–20., a hatodik helyezettjei a 21–24. helyeken végeztek. Azonos pontszám esetén a középdöntőbeli gólkülönbség, majd a több szerzett gól döntött. További azonos állás esetén a csoportkörbeli gólkülönbség, majd a több szerzett gól döntött.
|  | Részvételi jogot szerzett a 2024. évi nyári olimpiai játékokra és a 2025-ös világbajnokságra |
|  | Részvételi jogot szerzett a 2024. évi nyári olimpiai játékokra                               |
|  | Másik tornáról részvételi jogot szerzett a 2024. évi nyári olimpiai játékokra                |
|  | Részvételi jogot szerez az olimpiai selejtezőtornára                                         |
|  | Másik tornáról részvételi jogot szerzett az olimpiai selejtezőtornára                        |

| Helyezés  | Csapat        |
| --------- | ------------- |
| Aranyérem | Franciaország |
| Ezüstérem | Norvégia      |
| Bronzérem | Dánia         |
| 4.        | Svédország    |
| 5.        | Hollandia     |
| 6.        | Németország   |
| 7.        | Montenegró    |
| 8.        | Csehország    |
| 9.        | Brazília      |
| 10.       | Magyarország  |
| 11.       | Szlovénia     |
| 12.       | Románia       |
| 13.       | Spanyolország |
| 14.       | Horvátország  |
| 15.       | Angola        |
| 16.       | Lengyelország |
| 17.       | Japán         |
| 18.       | Szenegál      |
| 19.       | Ausztria      |
| 20.       | Argentína     |
| 21.       | Szerbia       |
| 22.       | Dél-Korea     |
| 23.       | Ukrajna       |
| 24.       | Kamerun       |
| 25.       | Izland        |
| 26.       | Kongó         |
| 27.       | Chile         |
| 28.       | Kína          |
| 29.       | Paraguay      |
| 30.       | Kazahsztán    |
| 31.       | Irán          |
| 32.       | Grönland      |

## Statisztika

### Góllövőlista
| #  | Játékos             | Csapat     | Gól | Lövés | %  |
| -- | ------------------- | ---------- | --- | ----- | -- |
| 1  | Markéta Jeřábková   | Csehország | 63  | 110   | 57 |
| 2  | Henny Reistad       | Norvégia   | 52  | 70    | 74 |
| 3  | Kristina Jørgensen  | Dánia      | 47  | 74    | 64 |
| 3  | Angela Malestein    | Hollandia  | 47  | 66    | 71 |
| 3  | Eliza Buceschi      | Románia    | 47  | 63    | 75 |
| 6  | Veronika Malá       | Csehország | 46  | 64    | 72 |
| 7  | Nathalie Hagman     | Svédország | 43  | 57    | 75 |
| 7  | Dijana Mugoša       | Montenegró | 43  | 62    | 69 |
| 9  | Camilla Herrem      | Norvégia   | 42  | 54    | 78 |
| 10 | Charlotte Cholevová | Csehország | 41  | 70    | 59 |
| 10 | Fatemeh Merikh      | Irán       | 41  | 87    | 47 |

### Kapuslista
| # | Játékos                 | Csapat       | %  | Védések | Lövések |
| - | ----------------------- | ------------ | -- | ------- | ------- |
| 1 | Irma Schjött            | Svédország   | 58 | 18      | 31      |
| 2 | Olivia Lykke Nygaard    | Norvégia     | 56 | 10      | 18      |
| 3 | Marta Batinović         | Montenegró   | 51 | 40      | 78      |
| 4 | Anna Opstrup Kristensen | Dánia        | 50 | 11      | 22      |
| 5 | Atsuko Baba             | Japán        | 49 | 26      | 53      |
| 6 | Silje Solberg-Østhassel | Norvégia     | 40 | 65      | 161     |
| 7 | Lucija Bešen            | Horvátország | 39 | 31      | 79      |
| 7 | Szemerey Zsófi          | Magyarország | 39 | 12      | 31      |
| 9 | Rinka Duijndam          | Hollandia    | 38 | 28      | 73      |
| 9 | Tess Lieder             | Hollandia    | 38 | 18      | 47      |
| 9 | Yara ten Holte          | Hollandia    | 38 | 79      | 209     |

### All-Star csapat
| Poszt                  | Név                    |
| ---------------------- | ---------------------- |
| Kapus                  | Laura Glauser          |
| Jobbszélső             | Nathalie Hagman        |
| Jobbátlövő             | Louise Vinter Burgaard |
| Irányító               | Stine Bredal Oftedal   |
| Balátlövő              | Estelle Nze Minko      |
| Balszélső              | Chloé Valentini        |
| Beálló                 | Linn Blohm             |
| MVP                    | Henny Reistad          |
| Legjobb fiatal játékos | Viola Leuchter         |